# Municipio de Aceguá
El municipio de Aceguá es uno de los municipios existentes en el departamento de Cerro Largo, Uruguay. Su sede es la localidad homónima.

## Localización
El municipio se encuentra situado en la zona norte del departamento de Cerro Largo, limitando con la República Federativa de Brasil.

## Historia
A través del Decreto N.º 11/13 del 15 de abril de 2013 la Junta Departamental de Cerro Largo, de acuerdo con la propuesta de la Intendencia Departamental, decretó la creación de un nuevo municipio en la localidad de Aceguá. Este decreto se basa en la posibilidad existente expresada en la Ley N.º 18567 que posibilta la creación de municipios en aquellas localidades con menos de 2000 habitantes, siempre que exista aprobación por parte de la Junta Departamental a iniciativa del intendente. A través de la Ley N.º 19319, y en cumplimiento de la Ley N.º 19272, se efectivizó su creación y fue adjudicada a dicho municipio la circunscripción electoral GEE del departamento de Cerro Largo, limitándose su territorio al área urbana y suburbana de la localidad catastral correspondiente.
El 25 de octubre de 2018 a través del decreto de la Junta Departamental de Cerro Largo N.º 28/2018, fue modificado el territorio del municipio, ampliándolo a todo el territorio correspondiente a la serie (circunscripción) electoral GEE.

## Autoridades
La autoridad del municipio es el Concejo Municipal, compuesto por el Alcalde y cuatro Concejales.
Alcaldes según período:
| N.º | Alcalde                 | Partido             | Inicio del mandato      | Fin del mandato         | Observaciones   | Concejales                                                                        |
| --- | ----------------------- | ------------------- | ----------------------- | ----------------------- | --------------- | --------------------------------------------------------------------------------- |
| 1   | Miltón Rubén Almeida    | Partido Nacional PN | julio de 2015           | 26 de noviembre de 2020 | Alcalde elegido | Yolanda Almeida (PN) Milton Rodríguez (PN) José Luis Diez (PN) Marcos Torres (FA) |
| 2   | Milton Javier Rodríguez | Partido Nacional PN | 27 de noviembre de 2020 | 2025                    | Alcalde elegido | Luis Junguitu (PN) Rubén Almeida (PN) Margarita Almeida (PN) Diego Almeida (PN)   |